# 李祥瑞
李祥瑞（1928年—1997年），男，汉族，江苏扬州人，中国金融家，曾任交通银行董事长、总经理、党组书记，上海证券交易所理事长。